# Sonam Palkyi
Sonam Palkyi, née le 15 janvier 1984 à Wil, est une musicienne tibétaine. Son nom complet est Sonam Palkyi Yeshe Khando Khamritshang.
Elle parle le tibétain, l'allemand, l'anglais et le français.
Le chant et la danse est son hobby et son rêve d'enfance. Sa passion de chanter est conduite par dévotion en essayant d'apporter la joie à d'autres par sa musique. Par ses performances, elle espère d'atteindre son audience et se joindre à d'autres chanteurs tibétains en favorisant la connaissance de leur culture tibétaine. Elle est une étoile montante. Son album récemment sorti est destiné être renommé et s'ajoute à son CD " Yumgi Kadrin " (la bonté de la mère) sorti en 2004.
Sonam s'est déjà produite en Suisse, en Italie, en France, en Allemagne, en Angleterre, en Autriche, au Népal, dans la Mongolie si lointaine.

## Discographie
- Phunda, 2002
- Tibetan Songs of Sonam Palkyi, 2003
- Yumgi Kadrin, 2004
- Ley Dang Moenlam, 2005
- Phoekyi Phosar, 2006